# La Corsonna
La Corsonna è stato un periodico indipendente edito a Barga, che deve il suo nome al torrente Corsonna, affluente di sinistra del fiume Serchio.

## Storia
Il primo numero fu stampato nel Capodanno del 1903 dai fratelli Alfredo e Italo Stefani, dietro suggerimento di Giovanni Pascoli. Diretto fin dalla fondazione da Italo Stefani, nel 1928 subentrò il cugino Morando Stefani, sindaco e successivamente Podestà di Barga, fino al 1940, quando venne sospesa la pubblicazione del periodico a causa dello scoppio della seconda guerra mondiale. Nel dopoguerra ci fu una ripresa, avendo nuovamente come direttore Italo Stefani e titolo La nuova Corsonna, mentre ricopriva l'incarico di condirettore Bruno Sereni.
L'attività cessò definitivamente nel 1949. Nello stesso anno Bruno Sereni fondò il mensile Il Giornale di Barga, che tuttora è in attività.